# サッカーゴットランド島代表
サッカーゴットランド島代表（サッカーゴットランドとうだいひょう。英語: Gotland official football team）は、スウェーデン最大（バルト海最大でもある）の島であるゴットランド島のサッカー選抜チームである。ゴットランド島代表は、FIFA及び、UEFAに加盟していないため、ワールドカップ、UEFA欧州選手権に参加できない。
国際アイランドゲームズ協会に所属しており、アイランドゲームズのサッカー競技に1999年より出場している（1999年にはホスト国となった）。参加国中では中位の実力であり、2007年大会の6位（11チーム中）が最高成績である。

## 選手（2009年アイランドゲームズ招集）[1]
- (GK) Michael Zetterström (Levide)
- Kenneth Budin (FG 86)
- Tom Eneqvist (FG 86)
- Isak Gillerfors (FG 86)
- Christoffer Gjörloff (Fårösund)
- Christian Hederfeld (FC Gute)
- Andreas Kraft (Dalhem IF)
- Pierre Leveau (IFK Visby)
- Jonathan Levin (FC Gute)
- Adrean Lindblom (Visby AIK)
- Björn Nyman (Levide)
- Jesper Nyman (Fårösund)
- Sebastian Nyström (FC Gute)
- Jimmy Orleifson (Levide)
- Malcon Persson (Dalhem IF)
- Emil Segerlund (IFK Visby)
- Johan Svenserud (Fårösund)
- Jakob Widin (FC Gute)
- Jimmie Bjorklund (Fårösund)
- Peter Öhman (Levide)